# Iagodovo, Plovdiv
Iagodovo (în bulgară Ягодово) este un sat în comuna Rodopi, regiunea Plovdiv,  Bulgaria. 

## Demografie
Componența etnică a satului Iagodovo
     Romi (9,4%)
     Bulgari (86,06%)
     Nicio identificare (3,37%)
     Altele (1,29%)
La recensământul din 2011, populația satului Iagodovo era de 3.021 locuitori. Din punct de vedere etnic, majoritatea locuitorilor (86,06%) erau bulgari, cu o minoritate de romi (9,4%). Pentru 3,37% din locuitori nu este cunoscută apartenența etnică.